# Stingers : Unité secrète
Stingers : Unité secrète ou Agents doubles au Québec (Stingers) est une série télévisée policière australienne en 192 épisodes de 44 minutes créée par Guy Wilding, Mikael Borglund, Michael Messenger et Tony Morphett, diffusée entre le 29 septembre 1998 et le 14 décembre 2004 sur Nine Network.
En France, la série a été diffusée à partir du 12 mai 2001 sur RTL9, 13e rue, TMC et Match TV, au Québec à partir du 9 janvier 2002 à Séries+, en Suisse sur TSR1 et TSR2, et en Belgique sur La Une.

## Fiche technique
- Titre original : Stingers
- Titre français : Stingers : Unité secrète
- Création : Guy Wilding, Mikael Borglund, Michael Messenger et Tony Morphett
- Société de production : Beyond Simpson le Mesurier, Crawfords Australia
- Société de distribution : Nine Network
- Pays d'origine :  Australie
- Langue : anglais
- Format : couleur - 35 mm - 1,33:1 - son stéréo
- Nombre d'épisodes : 192 (8 saisons)
- Durée : 44 minutes
- Dates de première diffusion :
  - Australie : 29 septembre 1998
  - France : 12 mai 2001

## Distribution
- Peter Phelps (VF : Mathieu Buscatto) : agent Peter Church
- Kate Kendall (en) (VF : Monika Lawinska) : détective Angie Piper
- Joe Petruzzi (VF : Michel Dodane) : détective-chef sergent Bernie Rocca (saisons 1 et 2, invité saisons 3 et 7)
- Ian Stenlake (VF : Pierre Tessier) : agent Oscar Stone (saisons 1 à 5)
- Anita Hegh (en) : détective-chef sergent Ellen « Mac » Mackenzie (saisons 1 à 5)
- Roxane Wilson (en) : agent Daniella Mayo (saiosns 3 à 5, + invitée saison 6)
- Gary Sweet (en) : détective Inspecteur Luke Harris (saisons 6 à 8)
- Jacinta Stapleton (en) : agent Christina Dichiera (saisons 6 à 8)
- Daniel Frederiksen (en) : détective Leo Flynn (saisons 7 et 8, dès l'épisode 135)

 Source et légende : version française (VF) sur RS Doublage

## Commentaires
La série fut diffusée dans 65 pays, dont la Belgique, le Canada, le Danemark, l'Égypte, la France, l'Iran, l'Irlande, le Luxembourg, les Pays-Bas, la Nouvelle-Zélande, la Norvège, la Pologne, le Portugal, l'Afrique du Sud, l'Espagne, la Suède, la Turquie, et le Royaume-Uni.
Au début, la distribution comprenait Peter Phelps, Joe Petruzzi, Kate Kendall, Ian Stenlake, Anita Hegh, et Jessica Napier (en). À l'exception de Kendall et de Phelps, les autres acteurs quittèrent l'équipe au fil des ans.